# NASA X-43

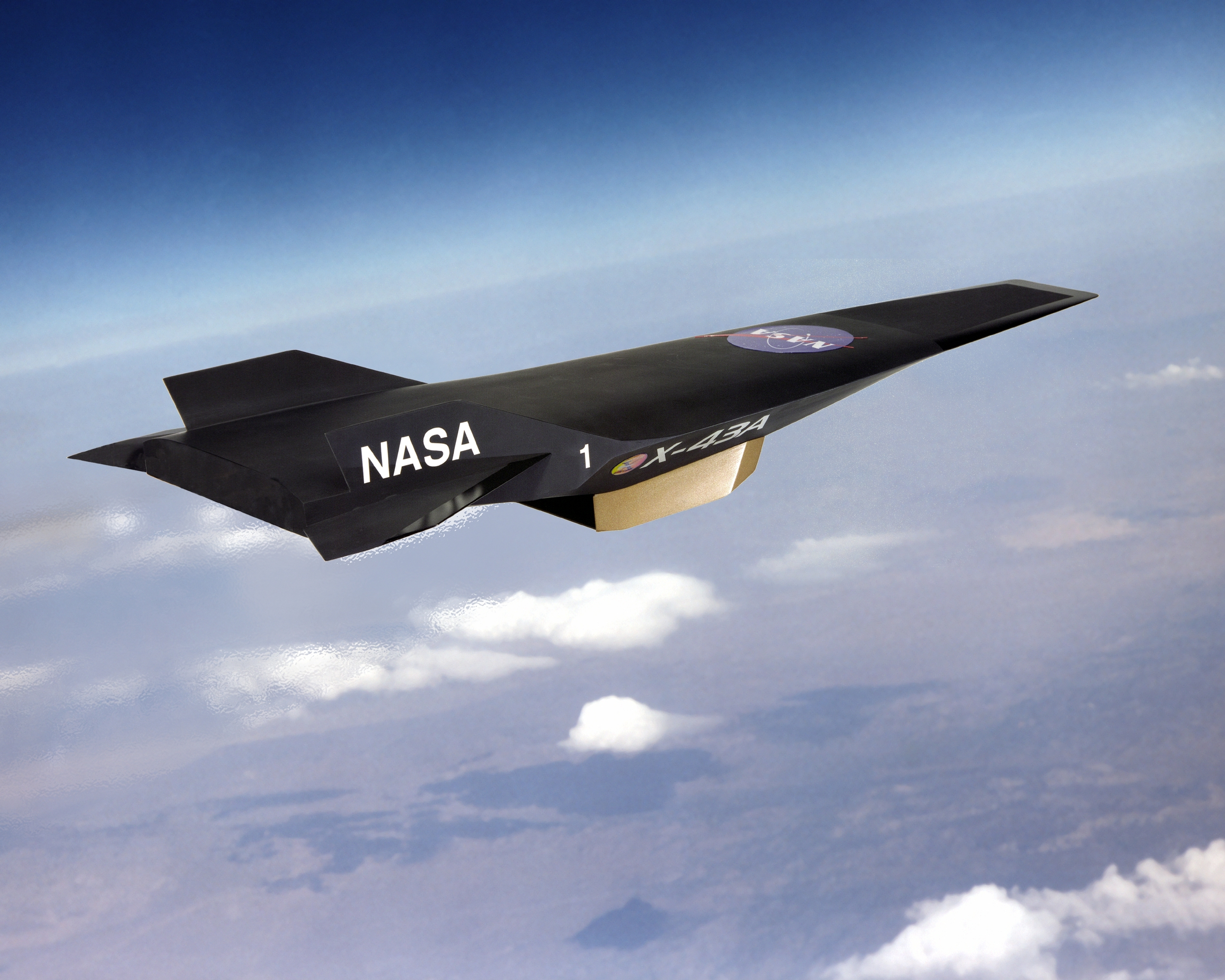
X-43A

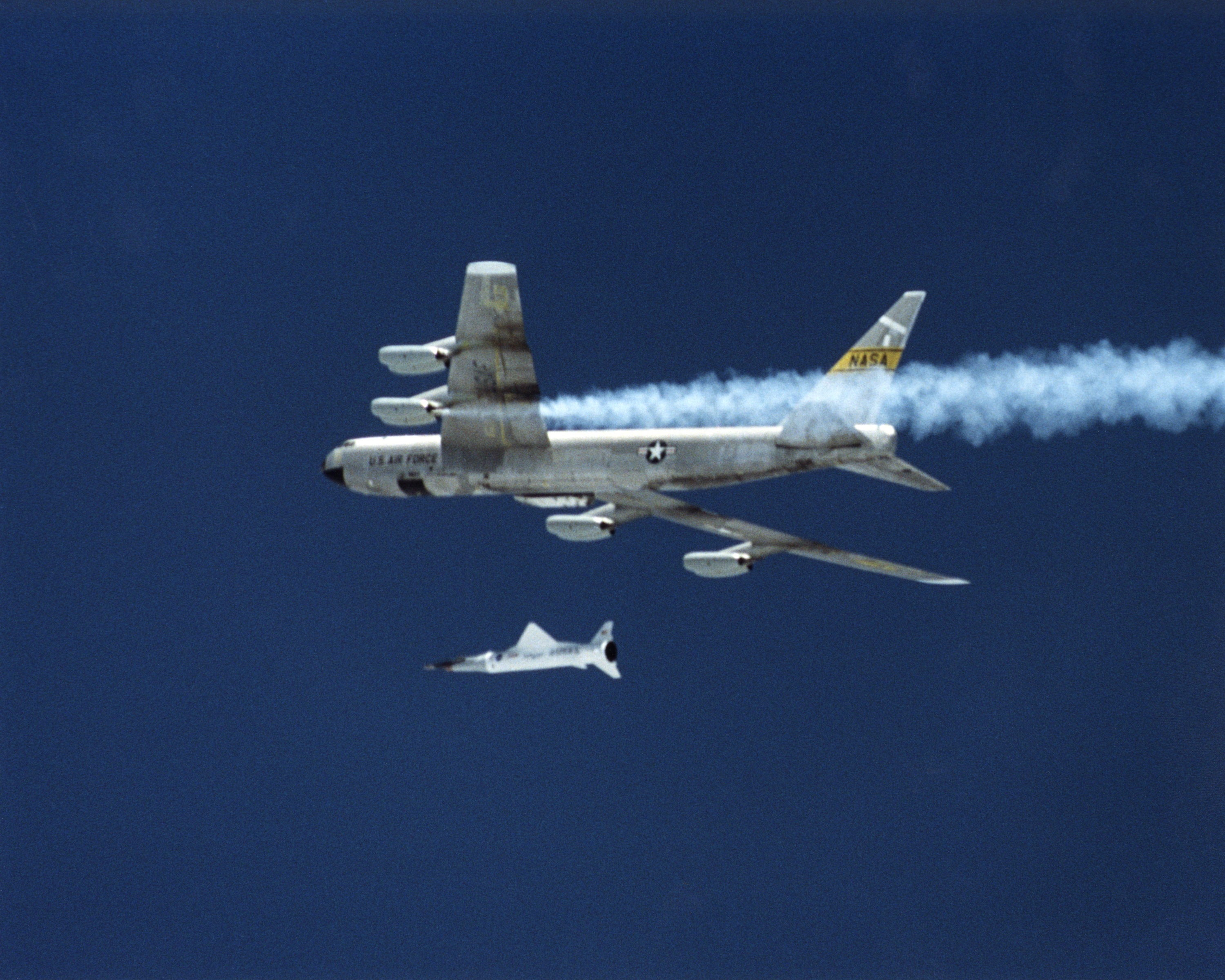
Lanzamiento del X-43 desde un B-52B

El NASA X-43 es un avión experimental no tripulado impulsado por un motor scramjet diseñado para volar a velocidades superiores a Mach 10. Es parte del programa Hyper-X de la NASA. Forma parte de la serie de aeronaves experimentales estadounidenses denominadas aviones X.
Los primeros datos obtenidos por el vehículo experimental de alimentación scramjet demostraron que su revolucionario motor funcionó con éxito a casi Mach 9,8 o 7000 millas por hora (11 265,4 km/h), mientras volaba a 110 000 pies (33 000 metros).

## Desarrollo
El vuelo que respondió a la máxima “a mayor riesgo mayor recompensa”, y que fue inicialmente planeado para el 15 de noviembre, tuvo lugar en el espacio aéreo restringido de un área sobre el océano Pacífico, al noroeste de Los Ángeles. Este vuelo fue el último y el más rápido de un total de 3 pruebas de vuelo no tripulado, efectuadas en el seno del programa Hyper-X. El propósito de este programa es la exploración de una forma alternativa de alimentación en los cohetes de los vehículos espaciales. Este vuelo es la piedra angular y el paso fundamental hacia el futuro, abriendo posibilidades de producir propulsores que envíen al espacio cargas grandes y críticas de modo fiable.
En junio de 2001 X-43A (ayudado por un cohete Pegasus) tuvo un accidente quedando destruido junto con su nodriza.

## Motor
Los motores de
combustión supersónica (scramjet) prometen más accesibilidad económica, flexibilidad y seguridad en las operaciones aéreas a velocidades ultrarrápidas en el interior de la atmósfera y en las primeras etapas de la órbita terrestre. Las ventajas del scramjet comienzan una vez que ha sido acelerado hasta Mach 4 (mediante un motor convencional a chorro, o mediante un cohete propulsor), ya que entonces puede volar a velocidades hipersónicas, posiblemente hasta el Mach 15, sin necesidad de transportar pesados tanques de oxígeno, tal y como sucede con los cohetes actuales.
El diseño del motor, que no tiene partes móviles, comprime el aire que pasa a través de él, de modo que pueda producirse la combustión. Otra ventaja a favor del scramjet es que posee una válvula que puede regular el suministro de combustible tal y como hacen los aviones y al contrario que los cohetes, los cuales tienden a producir un empuje propulsor total o máximo mientras dura la combustión.

### Aeronaves similares
- Boeing X-51
- Hypersonic Technology Demonstrator Vehicle

### Secuencias de designación
- Secuencia X-_ (Aviones eXperimentales estadounidenses, 1948-presente): ← X-40 - X-41 - X-42 - X-43 - X-44 MANTA - X-44 (UAV) - X-45 →

### Listas relacionadas
- Anexo:Aeronaves de la Fuerza Aérea de los Estados Unidos (históricas y actuales)